# سفارة بوتسوانا في اليابان
سفارة بوتسوانا في اليابان هي أرفع تمثيل دبلوماسي لدولة بوتسوانا لدى اليابان. تقع السفارة في وهي تهدف لتعزيز المصالح البوتسوانية في اليابان.

## وصلات خارجية
- قائمة سفارات بوتسوانا
- قائمة السفارات في اليابان